# Lihula (Estonia)
Lihula este un oraș (linn) în Județul Lääne, Estonia.

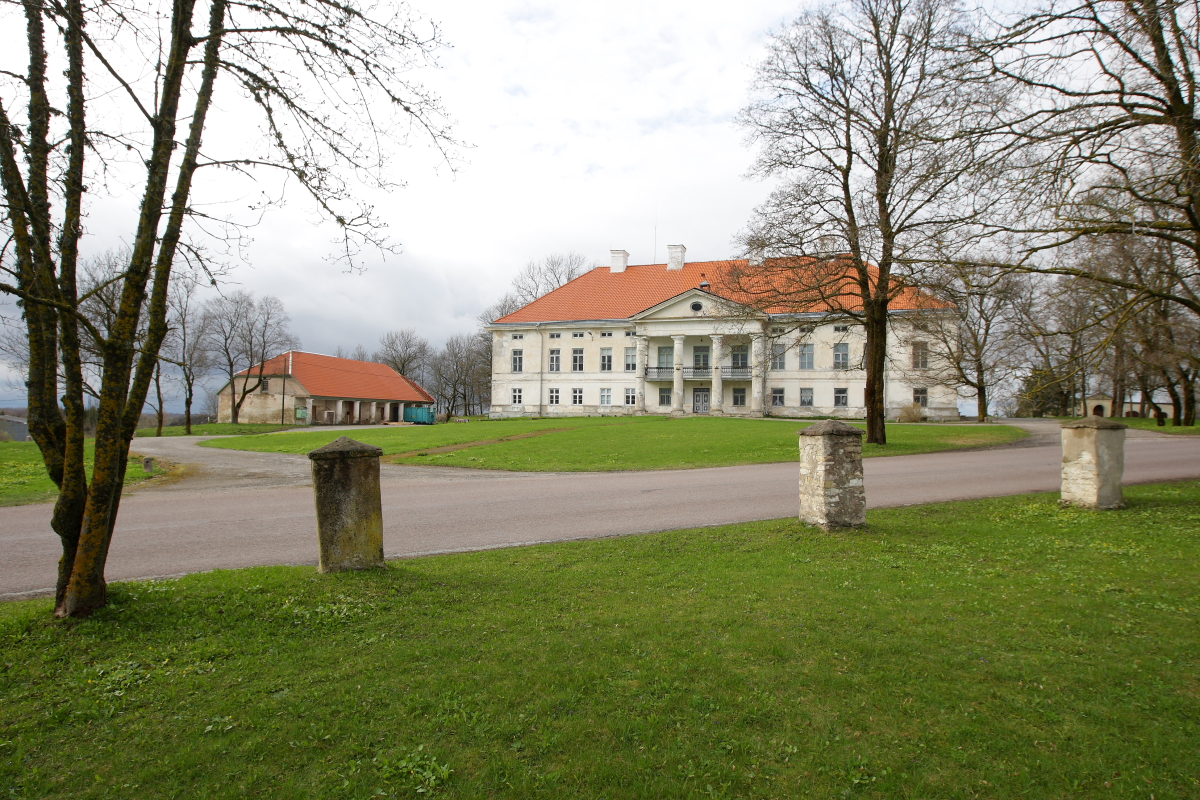
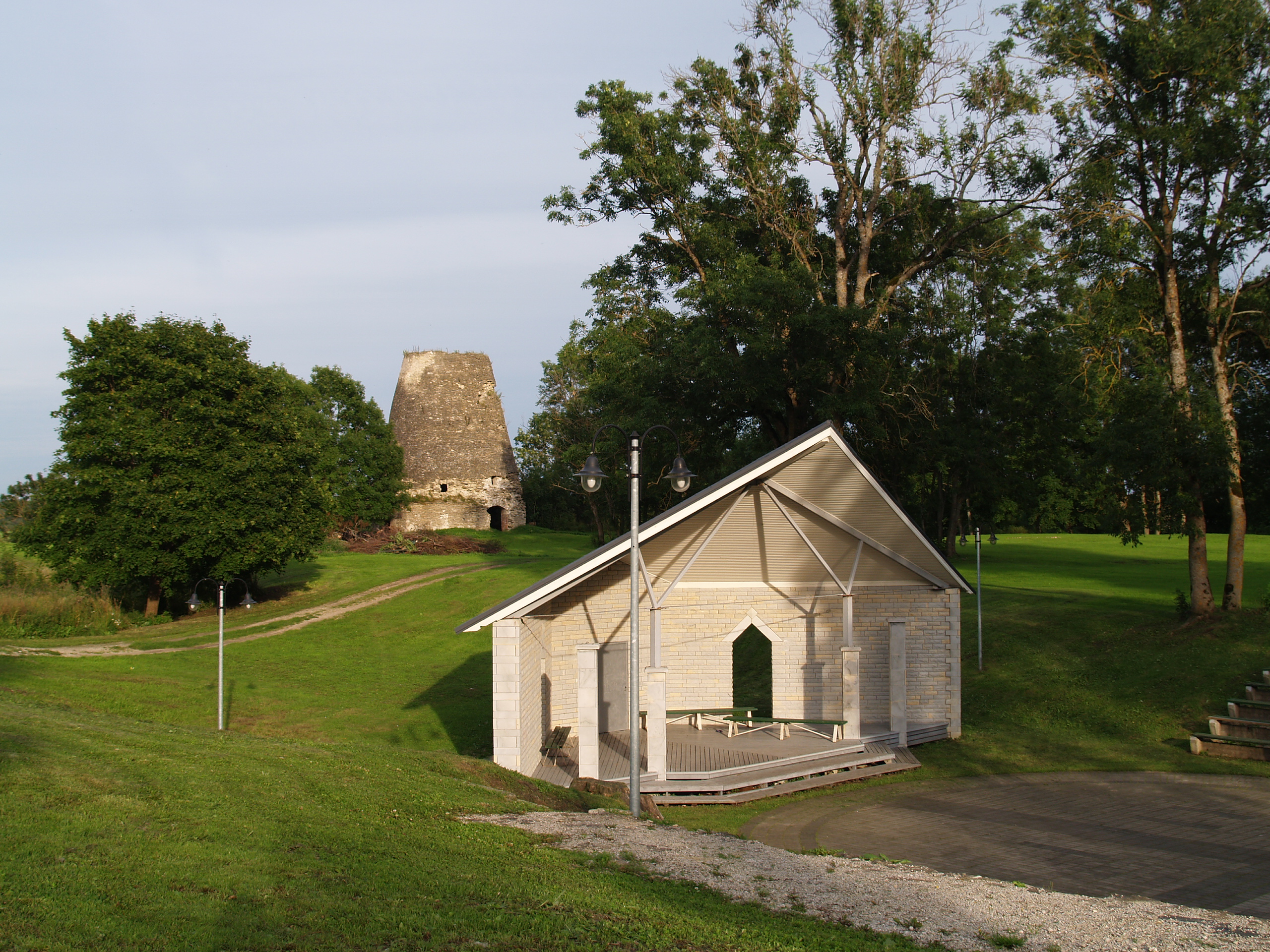
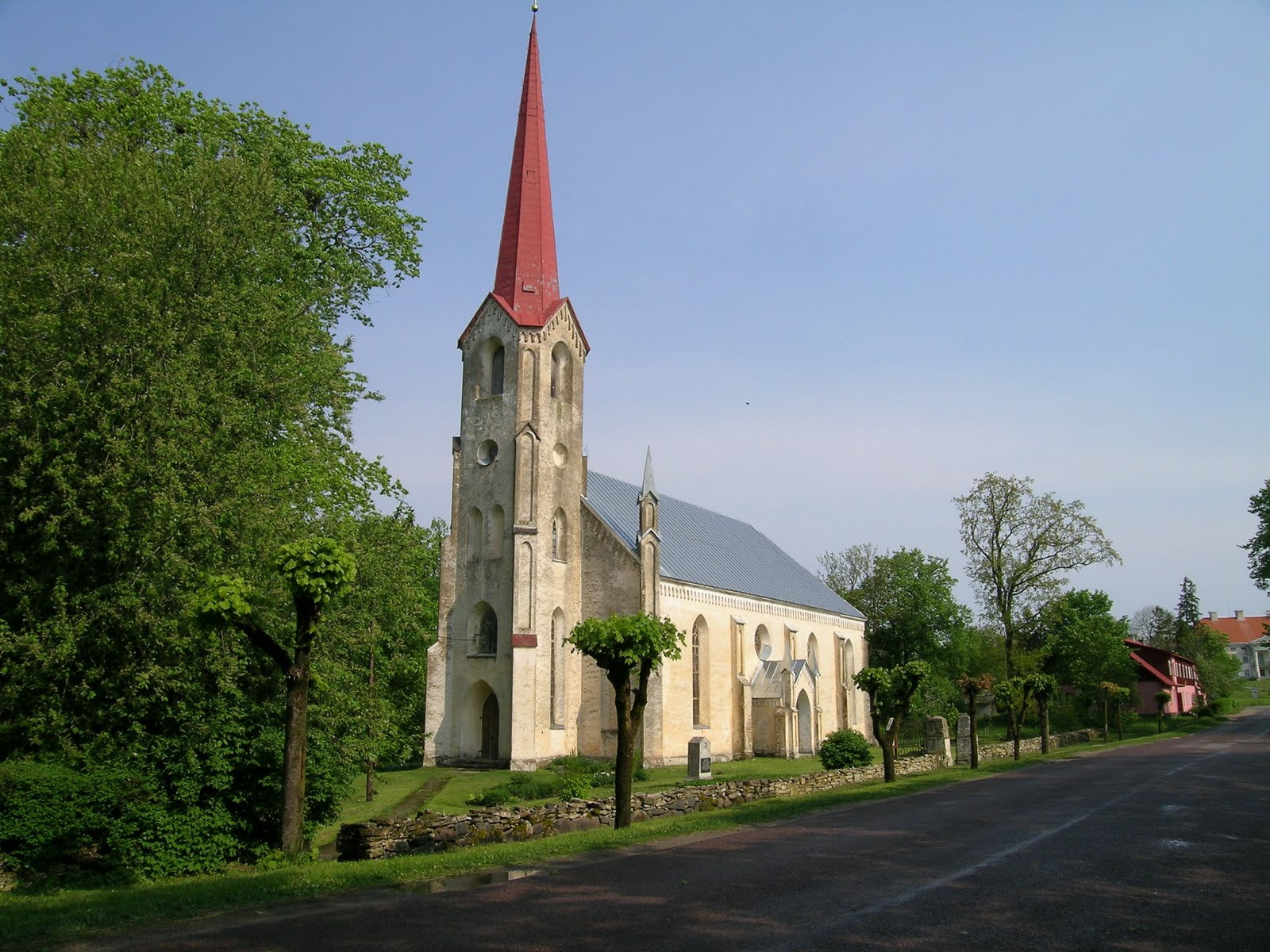
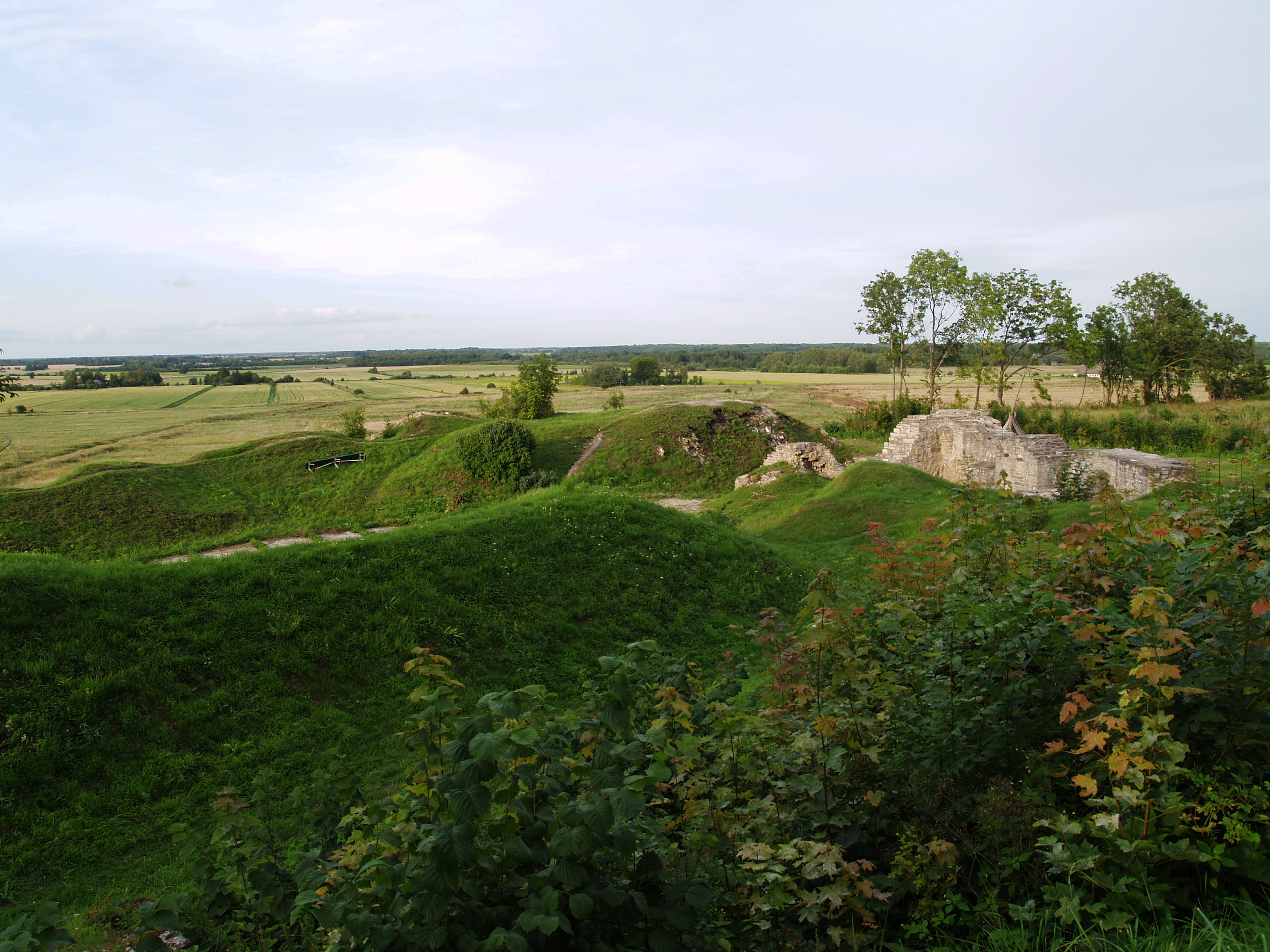

Este reședința comunei Lihula.
1. ↑  Statistical Database of Statistics Estonia, accesat în 11 decembrie 2018